# Tetrasporales
Tetrasporales, po starijoj klasifikaciji red su zelenih algi u razredu Chlorophyceae u koju je uključeno osam porodica. Prema novoj klasifikaciji porodice ovoga reda uključene su u red Chlamydomonadales.
Red je opisao Lemmermann.

## Porodice u redu Tetrasporales
- Familia Characiochloridaceae Skuja
- Familia Chlorangiellaceae Bourrelly ex Fott
- Familia Gloeocystaceae, bez ijednog roda, uključeni su u druge porodice: Asterococcus, Chlamydocapsa, Gloeococcus, Gloeocystis, Tetrasporidium
- Familia Gloeodendraceae Korshikov
- Familia Palmellaceae Decaisne
- Familia Palmellopsidaceae Korshikov, 1953
- Familia Sphaerocystidaceae Fott ex Tsarenko
- Familia Tetrasporaceae Wittrock